# Fani Chalkia
Fani Chalkia (gr.Φανή Χαλκιά; ur. 2 lutego 1979 w Larisie) – grecka lekkoatletka.
Zadziwiła wszystkich zdobywając złoty medal na Letniej Olimpiadzie 2004 w Atenach w biegu na 400 m ppł. Z dnia na dzień z przeciętnej płotkarki stała się narodową bohaterką Grecji. W sezonie olimpijskim 2004, Halikia poprawiła swój rekord życiowy o prawie cztery sekundy. Na następnych Igrzyskach, w Pekinie, miała bronić tytułu z Aten jednak została wycofana tuż przed startem z powodu wykrytego dopingu.
Poza złotem z Aten i srebrem z Göteborga do jej największych sukcesów należą: 2 zwycięstwa w Pucharze Europy na 400 metrów (51.85 s Monachium 2007) oraz na 400 metrów przez płotki (54.16 s Bydgoszcz 2004). Halkiá  jest rekordzistką Grecji w biegu na 400 metrów (50.56 Berlin 2004) oraz na 400 metrów przez płotki (52.77 Ateny 2004). Ten drugi wynik jest 10. wynikiem w historii biegu na 400 metrów przez płotki na świecie, a 3. w Europie.
W listopadzie 2008 została zdyskwalifikowana przez krajową federację na dwa lata za stosowanie dopingu przed igrzyskami w Pekinie.